# Batalla de Hsimucheng
La batalla de Hsimucheng fue un combate terrestre menor de la guerra ruso-japonesa, que aconteció el 31 de julio de 1904, cerca de Hsimucheng, una aldea a unos 20 kilómetros al sudoeste de la estratégica ciudad de Haicheng, (Manchuria) en la principal carretera que conecta Haicheng con la costa.

## Los ejércitos enfrentados
En el lado japonés, formaban el frente la 5.ª y la 10.ª divisiones del 4.º Ejército Japonés bajo el mando del General Nozu Michitsura, así como un destacamento del 2.º Ejército Japonés. En el lado ruso, estaba el 2.º Cuerpo de Ejército Siberiano del Ejército Imperial Ruso, bajo el mando del Teniente General Mikhail Zasulich, apoyado por unidades de caballería bajo el mando del Teniente General Pavel Mishchenko.

## La batalla
Tras su derrota en la batalla de Tashihchiao, el 2.º Cuerpo de Ejército Siberiano se retiró a la ciudad de Hsimucheng. El General Zasulich tenía a su mando un total de 33 batallones y 80 piezas de artillería, pero estaban situados en una posición muy expuesta en terreno montañoso.
Las dos fuerzas chocaron a las 2 horas de la madrugada del 31 de julio de 1904, con la 10.ª División japonesa y una brigada de reserva realizando un asalto frontal directo contra las posiciones rusas, mientras la 5.ª División flanqueaba por la izquierda pata amenazar la línea de retirada rusa.
Las fuerzas rusas aguantaron tenazmente, a lo largo del día y de la noche, los ataques de fuerzas niponas. La 5.ª División japonesa se sumó al combate junto a un destacamento de la 3.ª División del 2.º Ejército Japonés mandado por el General Oku Yasukata, lo que colocó a los japoneses en una posición propicia para envolver a las fuerzas rusas. A las 23 horas del 31 de julio de 1904, el General Zasulich dio la orden, enviada por el General Alexei Kuropatkin, de retirarse hacia Haicheng, y los 2.º y 4.º Ejércitos Japoneses tomaron las posiciones para seguir empujando hacia el norte, rumbo a Liaoyang.
La batalla de Hsimucheng costó a los rusos 1550 bajas, y las fuerzas japonesas sufrieron 836.

## listas relacionadas
- Anexo:Batallas del siglo XX

- Datos: Q2409166